# Père Soubise

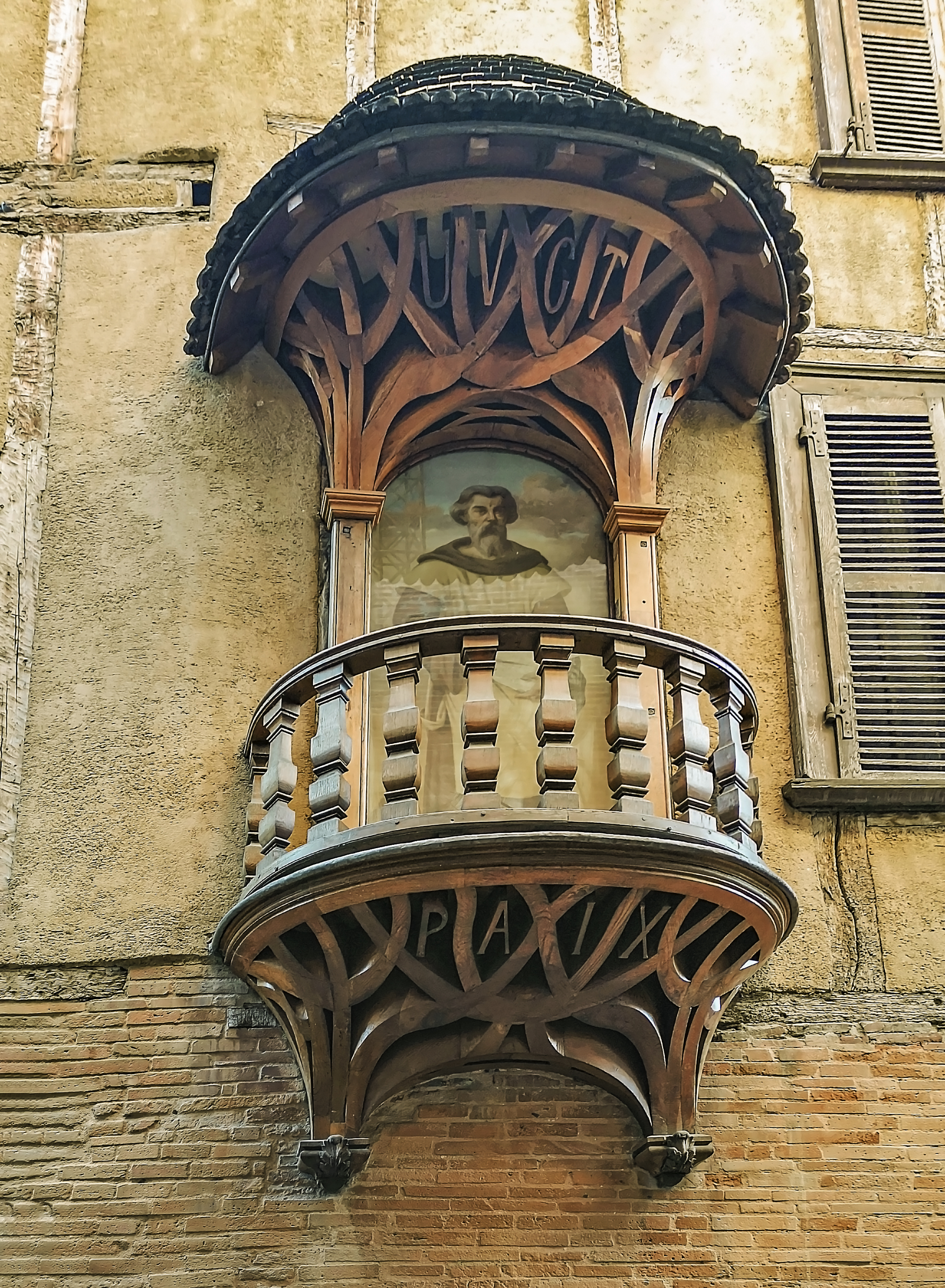
Image du Père Soubise sur le balcon du 12, rue Tripière à Toulouse

Le Père Soubise fait partie de la trilogie légendaire du Compagnonnage avec le roi "Salomon" et Maître Jacques. 
Le Père Soubise a oeuvré lors de la construction, du premier temple de Jérusalem, dit temple du roi Salomon de 959 à 951 av. J. C. 
Salomon aurait entrepris la construction du temple de Jérusalem, aidé par un « maître d’œuvre » nommé Hiram.  
L'existence de Maître Jacques, l'architecte et du Père Soubise, moine constructeur, peut se situer à d'autres époques : ils auraient pu débarquer en Provence avec les « saintes Marie » ou plus vraisemblablement lors des guerres de religion et de la scission du compagnonnage, en 1401, pendant la construction des tours de la cathédrale d'Orléans.
Là aussi les dates sont sujettes à caution ; il semble que cette légende s'appuie sur des faits historiques plus tardifs, à savoir la scission entre compagnons catholiques et protestants et la destruction par ces derniers de la flèche de la cathédrale d'Orléans. 
En 1568, dans la nuit du 23 au 24 mars, les protestants pillent la cathédrale d'Orléans ; les quatre piliers de la croisée sont minés et leur chute entraîne l'écroulement de presque toute l'église qui sera reconstruite à partir de 1601.
Les trois fondateurs : il est probable que lors de cette scission, les différentes sociétés de Compagnonnage se sont rangées sous les bannières de Salomon, Maître Jacques et Soubise.
- Du Père Soubise qui devait être le maître d’œuvre, les compagnons passants charpentiers.
- De Maître Jacques, qui devait être l’architecte : les compagnons passants tailleurs de pierre, dits loups-garous, les menuisiers et serruriers dits devoirants (dévorants) ou encore chiens.
- Du Roi Salomon pour le Devoir de liberté : les tailleurs de pierre, appelés compagnons étrangers, compagnons libertins ou loups ; les charpentiers dits indiens ; les menuisiers et serruriers dits gavots.

Il est représenté en tant que fondateur des Compagnons passants Charpentiers du Devoir sur une lithographie des frères Becquets, avec un compas à la main.